# Can Brossa (Tiana)
Can Brossa és una casa situada prop de l'església de la Mare de Déu de l'Alegria a Tiana (Maresme), catalogada com a bé cultural d'interès local.

## Història
Inicialment, aquesta casa havia de l'església de la Mare de Déu de l'Alegria.
El 1948, l'arquitecte Lluís Maria Riudor i Capallà, un dels més prolífics que treballaren a Tiana i que realitzà des d'obres modernistes a obres completament eclèctiques, li afegí un cos a la banda lateral dreta, amb una galeria porxada elevada, cobert a quatre vessants, i una torre quadrada al mig.

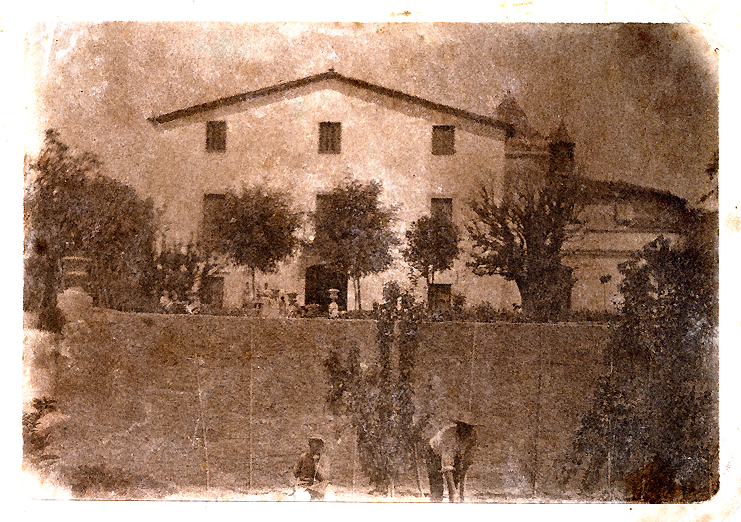
Can Brossa en una imatge del segle XIX

## Descripció
El cos original està format per una planta baixa i dos pisos, cobert per una teulada a dues vessants amb el carener perpendicular a la façana. Destaquen el portal d'entrada i el balcó central, amb les llindes, llindars i brancals de pedra.
En un rellotge de sol de la façana hi ha la data més antiga que es coneix de la construcció: 1626, i la data de la reforma, 1948. A la part davantera hi ha un jardí.